# William Henry Allen
Pour les articles homonymes, voir William Allen et Allen.
William Henry Allen (né le 21 octobre 1784, mort le 18 août 1813) est un officier de marine américain qui a participé à la guerre anglo-américaine de 1812. Il a été le plus jeune capitaine de la Navy à cette époque.

## Biographie
Né en 1784 à Providence dans le Rhode Island, William Allen rentre dans l'United States Navy en 1800. Peu après il embarque sur la frégate USS George Washington commandée par le capitaine Bainbridge, qui navigue jusqu'à Alger. Il revient aux États-Unis en 1801, et est affecté sur l'USS Philadelphia commandé par le capitaine Samuel Barron. Il navigue en Mer Méditerranée jusqu'en 1802, puis est affecté sur l'USS John Adams. Il est promu lieutenant en 1806, et retourne aux États-Unis à bord de l’USS Constitution. En 1809 il est muté sur l'USS United States.

## Guerre de 1812
En 1812 il est premier lieutenant sur la frégate United States qui participe à l'engagement avec le HMS Macedonian. Il est nommé pour commander l'équipage qui ramène le navire à New York. En 1813 il est nommé commandant de l'USS Argus. Le 14 août il est blessé lors d'une bataille avec l’HMS Pelican, un boulet de canon lui ayant arraché la jambe gauche. Il est amputé à bord de l'Argus, avant de mourir 4 jours plus tard.

## Hommages posthumes
L'USS Allen (DD-66) de 1917-1946 lui doit son nom, ainsi que l'Allen Street à New York, et l'Île Allan dans l'État de Washington.